# 天野隆良
天野 隆良（あまの たかよし）は、戦国時代の武将。大内氏の家臣。安芸国の国人である天野元貞の次男。兄は毛利氏の重臣となる天野隆重。

## 出自
安芸天野氏は、藤原南家工藤氏の一族で安芸国に下向し国人化したもので、隆良の系統は天野政貞から始まる金明山天野氏にあたる。同じく安芸の国人である天野興次・天野興定・天野元定の一族の系統は生城山天野氏である。

## 略歴
永正8年（1511年）、安芸国の金明山城を居城とした国人・天野元貞の次男として生まれる。幼少の頃から、周防国や長門国の大大名・大内義隆の近習として仕えた。
天文20年（1551年）、陶隆房（後の陶晴賢）が義隆に謀叛を起こした大寧寺の変では、近習の一人として、大内義隆の護衛を務めて山口から逃亡した。しかし長門国の大寧寺で陶軍に包囲され、同年9月1日に冷泉隆豊、黒川隆像、岡部隆景、大田隆通、岡屋隆秀、祢宜右延、小幡義実らと共に義隆自刃の時間を稼ぐために大軍相手に奮戦し討死した。享年41。
辞世の句は「不来不去　無死無生　今日雲晴れて　峰頭月明らかなり」。
隆良に男子はなかったが女子が一人いたため、後に隆良の主君に殉じた忠義を想った毛利元就の命によって、隆良の兄・隆重の三男である元祐が婿養子となってその家督と周防国吉敷郡大内村の内の60石の知行を継いだ。